# James Corden
James Kimberley Corden, OBE (n. 22 august 1978, Greater London, Anglia, Regatul Unit) este un actor englez, scriitor, producător, cântăreț și prezentator tv. A găzduit în Statele Unite talk-show-ul de noapte The late late Show cu James Corden pe CBS, între 2015 și 2023, urmându-l pe Craig Ferguson, al cărui deceniu de The late late Show s-a încheiat în decembrie 2014. Corden a prezentat, de asemenea, emisiunea de comedie  A League of Their Own de pe Sky 1 între 2010 și 2019.
Corden a contribuit la crearea și scrierea sitcom-ului Gavin & Stacey (2007-2010), difuzat de BBC, în care a jucat și pentru care a câștigat premiul BAFTA, pentru cel mai bun spectacol de comedie. .
În 2011, a jucat rolul principal în piesa de comedie One Man, Two Guvnors. Pentru interpretarea sa de la Broadway a piesei, Corden a câștigat în 2012 premiul Tony pentru Cel mai bun actor într-o piesă de teatru. 

## Copilăria
Corden s-a născut în Hillingdon, Marea Britanie, fiind fiul lui Margaret și Malcolm Corden. Tatăl său a fost muzician în trupa Royal Air Force, iar mama lui a fost asistent social. A crescut în Hazlemere, Buckinghamshire și a urmat cursurile școlii Park Middle și Holmer Green Upper . Are o soră mai mare, Andrea Henry, și o soră mai mică, Ruth Corden.

## Cariera

### Începutul
Prima apariție pe scenă a lui Corden a fost la vârsta de 18 ani, în 1996, cu o replică în musicalul Martin Guerre.
La începutul activității sale în televiziune l-a interpretat pe Gareth Jones în serialul Boyz Unlimited din 1999. A jucat de asemenea în reclamele Tango din 1998 și a avut un rol în  Teachers și o mică parte într-un episod din Hollyoaks în 2000. Corden a apărut ca și invitat în  
Little Britain și Dalziel and Pascoe, ambele în 2004.
Printre filmele sale timpurii se numără  Whatever Happened to Harold Smith? (1999), All or Nothing (2002), Heartlands (2002), și Cruise of the Gods (2002).

### Ascensiunea la proeminență
Din 2000 și până la începutul anului 2005, Corden a jucat în serialul britanic Fat Friends ca și Jamie Rymer. 
A obținut o nominalizare pentru Royal Television Society din 2000, pentru munca sa. Începând cu 2004, Corden a jucat rolul lui Timms în piesa lui Alan Bennett, The History Boys. În 2006 a apărut în filmul Starter for 10.
Din 2007 și până la începutul anului 2010, Corden a jucat în propiul său serial, sitcom-ul Gavin & Stacey de pe BBC Three. El a scris serialul împreună cu Ruth Jones, co-starul său din Fat Friends. Corden și Jones i-au jucat pe cei doi prieteni din titlu. Serialul s-a dovedit popular și a fost bine primit de către critici.  Pentru show, Corden a câștigat premiul Cel mai bun actor de comedie, iar Gavin & Stacey a câștigat Cea mai bună nouă comedie britanică de televiziune la British Comedy Awards în 2007. În 2008, Corden a câștigat premiul BAFTA pentru Cel mai bun actor de comedie.

### Munca în afara serialuluiGavin & Stacey
James Corden a găzduit emisiunea Big Brother's Big Mouth, alături de co-starul din Gavin & Stacey, Mathew Horne, în august 2007. În 2008 a apărut în filmul autobiografic al lui Toby Young, How to Lose Friends & Alienate People. În 2009 a colaborat din nou cu Horne pentru show-ul Horne & Corden'. 'Show-ul a rulat doar pentru un sezon și a fost primit prost de către critici, Corden recunoscând mai târziu că "adevărul este că nu am fost îndeajuns de bun".
În 2009, Corden a jucat personajul principal în filmul Lesbian Vampire Killers. În acel an l-a jucat pe Clem Cattini în filmul Telstar și de asemenea în Planet 51, împreună cu Mathew Horne.
În februarie 2009, a prezentat premiile premiile BRIT împreună cu  Mathew Horne și Kylie Minogue.
În martie 2010, Corden a început să găzduiască show-ul de comedie sportivă A League of Their Own de pe Sky 1, alături de căpitanii de echipă Andrew Flintoff și Jamie Redknapp. În martie 2010 a prezentat Sport Relief 2010 împreună cu Davina McCall și alții.
În martie 2010, Corden a participat la Gala de Comedie a Channel 4.
În iunie 2010, Corden l-a jucat pe Craig Owens în episodul "The Lodger" din Doctor Who. Corden s-a întors în rolul Owens în episodul "Closing Time" din sezonul 6. În același an a fost în distribuția principală a filmului Gulliver's Travels.

### One Man, Two Guvnorsși alte proiecte
În februarie 2011, Corden a prezentat din noi premiile BRIT. În martie, Corden și-a reluat rolul Smithy din Gavin & Stacey pentru sketch-ul Red Nose Day de la Comic Relief. Sketch-ul a primit comentarii pozitive din partea criticilor și a fost văzut drept cel mai bun sketch al nopții. În 2011 a apărut în The Three Musketeers.
Începând cu iunie 2011, Corden a jucat rolul principal în piesa de comedie One Man, Two Guvnors. Show-ul a obținut aprecierea criticilor și a fost declarat Cea mai bună piesă din 2011 la premiile Evening Standard Theatre.
Corden a apărut în videoclipul piesei "Mama Do the Hump" a lui Rizzle Kicks, lansată în noiembrie 2011, care a juns pe locul 2 în topuri. În iunie 2012 a câștigat Premiul Tony pentru Cea mai bună performanță a unui actor principal într-o piesă. 
În februarie 2012 Corden a prezentat premiile BRIT pentru a treia oară. Corden a jucat în filmul adaptat de către Disney a musicalului Into the Woods (2014).

### The Wrong Mans
Pentru următorul său proiect Corden a făcut echipă cu prietenul și colegul din Gavin & Stacey, Mathew Baynton pentru a crea, scrie și juca în The Wrong Mans,o comedie-thriller de pe BBC Two. Premiera a avut loc în 24 septembrie 2013.

### The Late Late Show
În 8 septembrie 2015, CBS a anunțat că Corden îl va succeda pe  Craig Ferguson drept gazda talk show-ului de noapte  The Late Late Show din 23 martie 2015.

## Viața personală
Corden s-a căsătorit cu Julia Carey în 15 September 2012.Hannah Symmons (29 September 2010).  James și Julia au doi copii: Max (născut în 22 martie 2011) și Carey (născută în 27 octombrie 2014). E un suportwe al echipei West Ham United F.C.
Corden a fost numit Ofițer al Ordinului Imperiului Britanic (OBE) în 2015, pentru serviciile acordate teatrului.A primit onoarea de la Prințesa Anne a Marii Britanii, în timpul ceremoniei de la Palatul Buckingham din 25 iunie.

## Filmografie

### Film
| An   | Titlu                                 | Rol                         | Notițe                       |
| ---- | ------------------------------------- | --------------------------- | ---------------------------- |
| 1997 | Twenty Four Seven                     | Carl ‘Tonka’ Marsh          |                              |
| 1999 | Whatever Happened to Harold Smith?    | Walter                      |                              |
| 2002 | All or Nothing                        | Rory                        |                              |
| 2002 | Heartlands                            | Shady                       |                              |
| 2005 | Pierrepoint                           | Kirky                       |                              |
| 2006 | Heroes and Villains                   | Sam                         |                              |
| 2006 | The History Boys                      | Timms                       |                              |
| 2006 | Starter for 10                        | Tone                        |                              |
| 2008 | How to Lose Friends & Alienate People | Post Modern Review Staff #2 |                              |
| 2009 | Lesbian Vampire Killers               | Fletch                      |                              |
| 2009 | Telstar                               | Clem Cattini                |                              |
| 2009 | The Boat That Rocked                  | Bernard                     | Doar în scenele șterse       |
| 2009 | Planet 51                             | Soldatul Vernkot (voce)     |                              |
| 2010 | Gulliver's Travels                    | Jinks                       |                              |
| 2010 | Animals United                        | Billy (voce)                | Dublare în engleză           |
| 2011 | The Three Musketeers                  | Planchet                    |                              |
| 2013 | One Chance                            | Paul Potts                  |                              |
| 2013 | Begin Again                           | Steve                       |                              |
| 2014 | Into the Woods                        | Brutarul                    |                              |
| 2015 | Kill Your Friends                     | Waters                      |                              |
| 2015 | The Lady in the Van                   | Comerciant stradal          |                              |
| 2016 | Norm of the North                     | Laurence (voce)             | Versiunea din Marea Britanie |
| 2016 | Trolls                                | Biggie (voce)               |                              |

### Televiziune
| An           | Titlu                                  | Rol                  | Notițe                                                         |
| ------------ | -------------------------------------- | -------------------- | -------------------------------------------------------------- |
| 1998         | Renford Rejects                        | Razor #1             | Episodul: "Don Bruno"                                          |
| 1999         | Boyz Unlimited                         | Gareth               | 6 episoade                                                     |
| 2000         | Hollyoaks                              | Wayne                | Episodul: "1.524"                                              |
| 2000–2005    | Fat Friends                            | Jamie Rymer          | 20 episoade                                                    |
| 2001         | Jack and the Beanstalk: The Real Story | Bran, fiul lui Giant | film TV                                                        |
| 2001–2003    | Teachers                               | Jeremy               | 9 episoade                                                     |
| 2002         | Cruise of the Gods                     | Russell              | film TV                                                        |
| 2004         | Little Britain                         | Dewi Thomas          | Episod: "2.3"                                                  |
| 2004         | Dalziel and Pascoe                     | Ben Forsythe         | Episod: "The Price of Fame"                                    |
| 2007–2010    | Gavin & Stacey                         | Smithy               | 20 episoade; de asemenea creator, scriitor, producător asociat |
| 2009         | Horne & Corden                         | Diverse peronaje     | 6 episoade; de asemenea scriitor                               |
| 2009         | The Gruffalo                           | Mouse (voce)         | emisiune specială                                              |
| 2010–present | A League of Their Own                  | El însuși (gazdă)    | 67 episoade                                                    |
| 2010–2011    | Doctor Who                             | Craig Owens          | 2 episoade                                                     |
| 2011         | Little Charley Bear                    | Narator (voce)       | 22 episoade                                                    |
| 2011         | The Gruffalo's Child                   | Mouse (voce)         | emisiune specială                                              |
| 2012         | Stella                                 | Steven               | Episod: "1.10"                                                 |
| 2013-2014    | The Wrong Mans                         | Phil Bourne          | 8 episoade; de asemenea creator și scriitor                    |
| 2015         | Roald Dahl's Esio Trot                 | Narator              | film TV                                                        |
| 2015–present | The Late Late Show with James Corden   | El însuși (gazdă)    | De asemenea scriitor și producător executiv                    |

### Teatru
| An   | Titlu                 | Rol              | Loc                                                           |
| ---- | --------------------- | ---------------- | ------------------------------------------------------------- |
| 1996 | Martin Guerre         | apariție scurtăă | Teatrul Prince Edward , West End                              |
| 2004 | The History Boys      | Timms            | Teatrul Lyttelton , Teatrul Roial Național, London            |
| 2006 | The History Boys      | Timms            | Teatrul Lyric , Academie pentru acte de performanță Hong Kong |
| 2006 | The History Boys      | Timms            | St James, Wellington                                          |
| 2006 | The History Boys      | Timms            | Teatrul Sydney, Sydney                                        |
| 2007 | The History Boys      | Timms            | Teatrul Broadhurst , Broadway                                 |
| 2007 | A Respectable Wedding | Un prieten       | Young Vic, South Bank, London                                 |
| 2011 | One Man, Two Guvnors  | Francis Henshall | Teatrul Lyttelton , Teatrul Roial Național, London            |
| 2011 | One Man, Two Guvnors  | Francis Henshall | Teatrul Adelphi , London                                      |
| 2012 | One Man, Two Guvnors  | Francis Henshall | Teatrul Music Box , New York City                             |

### Jocuri video
| An   | Titlu    | Voce  |
| ---- | -------- | ----- |
| 2008 | Fable II | Monty |

### Videoclipuri muzicale
| An   | Titlu                    | Artist            |
| ---- | ------------------------ | ----------------- |
| 2011 | "Happy Now"              | Take That         |
| 2011 | "Mama Do the Hump"       | Rizzle Kicks      |
| 2016 | "Can't Stop The Feeling" | Justin Timberlake |

## Discografie

### Single-uri
| Titlu                                             | An   | Poziția de vârf în topuri | Poziția de vârf în topuri | Album           |
| Titlu                                             | An   | UK                        | IRL                       | Album           |
| ------------------------------------------------- | ---- | ------------------------- | ------------------------- | --------------- |
| "Shout" (cu Dizzee Rascal)                        | 2010 | 1                         | 41                        | fără album      |
| "Only You" (Kylie Minogue featuring James Corden) | 2015 | -                         | -                         | Kylie Christmas |

## Premii și nominalizări
| An   | Premiu                                              | Categorie                                          | Lucrare                              | Result |
| ---- | --------------------------------------------------- | -------------------------------------------------- | ------------------------------------ | ------ |
| 2001 | Royal Television Society                            | Nou Venit Pe Ecran                                 | Fat Friends                          |        |
| 2007 | Writers' Guild of Great Britain                     | Comedie de televiziune/Divertisment                | Gavin & Stacey                       |        |
| 2007 | British Comedy Awards                               | Cel Mai Bun Nou Venit Masculin De Comedie          | Gavin & Stacey                       |        |
| 2008 | Writers' Guild of Great Britain                     | Comedie de televiziune/Entertainment               | Gavin & Stacey                       |        |
| 2008 | British Comedy Awards                               | Cel Mai Bun Actor De Comedie TV                    | Gavin & Stacey                       |        |
| 2008 | British Academy Television Awards                   | Cea mai bună performanță în comedie                | Gavin & Stacey                       |        |
| 2008 | Broadcasting Press Guild                            | Cea Mai Bună Comedie/Divertisment                  | Gavin & Stacey                       |        |
| 2009 | Broadcasting Press Guild                            | Cea Mai Bună Comedie/Divertisment                  | Gavin & Stacey                       |        |
| 2010 | Television and Radio Industries Club                | Program De Divertisment TV                         | Gavin & Stacey                       |        |
| 2012 | Outer Critics Circle Award                          | Actor Remarcabil într-o Piesă de Teatru            | One Man, Two Guvnors                 |        |
| 2012 | Drama Desk Award                                    | Actor Remarcabil într-o Piesă de Teatru            | One Man, Two Guvnors                 |        |
| 2012 | Laurence Olivier Award                              | Cel Mai Bun Actor                                  | One Man, Two Guvnors                 |        |
| 2012 | Whatsonstage.com Awards                             | Cel Mai Bun Actor într-o Piesă                     | One Man, Two Guvnors                 |        |
| 2012 | Tony Award                                          | Cel Mai Bun Actor într-o piesă de teatru           | One Man, Two Guvnors                 |        |
| 2013 | Satellite Award                                     | Cel Mai Bun Actor-Serii de Musicale TV sau Comedie | The Wrong Mans                       |        |
| 2014 | British Academy Television Awards                   | Cea Mai Bună Performanță Masculină de Comedie      | The Wrong Mans                       |        |
| 2014 | Washington D.C. Area Film Critics Association Award | Cel Mai Bun Ansamblu                               | Into the Woods                       |        |
| 2014 | Phoenix Film Critics Society Award                  | Cea mai bună distribuție                           | Into the Woods                       |        |
| 2014 | Detroit Film Critics Society Award                  | Cel Mai Bun Ansamblu                               | Into the Woods                       |        |
| 2015 | Critics' Choice Movie Award                         | Cel Mai Bun Ansamblu de Actorie                    | Into the Woods                       |        |
| 2015 | Satellite Award                                     | Cea mai bună distribuție                           | Into the Woods                       |        |
| 2015 | Billboard Music Award                               | Top Coloană Sonoră                                 | Into the Woods (soundtrack)          |        |
| 2015 | Critics' Choice Television Award                    | Cel mai bun talk show                              | The Late Late Show with James Corden |        |

## Legături externe
- James Corden la Internet Movie Database
- James Corden pe Twitter